# A Just Reward
A Just Reward è un cortometraggio muto del 1909. Il nome del regista non viene riportato nei credit del film.

## Trama
In una fabbrica, il caposquadra strapazza le operaie e Gertie, una delle ragazze, cerca di difenderle, ma lui allora se la prende con lei. Per questo, viene rimproverato dal figlio del padrone. L'uomo decide di vendicarsi su Gertie: con una scusa la fa andare in soffitta dove riesce a chiuderla dentro, svenuta. Quando finiscono i turni, le operaie cercano Gertie che sembra sparita nel nulla. La cercano per tutta la fabbrica ma a nessuno viene in mente di salire nelle soffitte. Così, decidono che la ragazza è semplicemente tornata a casa.
Quando rinviene, Gertie, dopo un momento di sconforto, trova la forza di reagire e, usando gli attrezzi di una cassetta, usa una sega a nastro per aprirsi una via di fuga. In quel momento sente i passi del caposquadra che sta tornando: l'uomo accende una lampada per illuminare la stanza, gettando il fiammifero in un angolo dove si trovano dei prodotti chimici che esplodono investendolo e facendolo cadere a terra. Con una gamba rotta, si trascina fuori dalla stanza ma cade malamente giù dalle scale. Gertie, per spegnere l'incendio che si sta sviluppando, usa l'estintore. Arrivano i pompieri insieme al figlio del proprietario e la aiutano a spegnere le fiamme. Il giovane, che ha sempre ammirato l'intrepida ragazza, le dichiara il suo amore dopo averle detto che vuole dividere con lei la sua fortuna che lei ha contribuito a salvare.

## Produzione
Il film fu prodotto dalla Lubin Manufacturing Company.

## Distribuzione
Distribuito dalla Lubin Manufacturing Company, il film - un cortometraggio della lunghezza di 197 metri - uscì nelle sale cinematografiche statunitensi il 25 marzo 1909. Nelle proiezioni, veniva programmato con il sistema dello split reel, accorpato in un'unica bobina con un altro cortometraggio prodotto dalla Lubin, la comica Mad Dog.